# Lillehammer (gemeente)
Lillehammer is de hoofdstad van de Noorse provincie Innlandet. De stad ligt circa 180 km ten noorden van Oslo, aan de noordoever van het Mjøsameer, op circa 180 meter boven zeeniveau.
De gemeente Lillehammer is op 1 januari 1838 gesticht en telt 27.718 inwoners (1 januari 2017). Per 1 januari 1964 is de plattelandsgemeente Fåberg aan Lillehammer toegevoegd.

## Wapenschild
Het wapenschild voert een Birkebeinerskiër. Het herinnert aan de geschiedenis van de redding van de latere koning Haakon IV van Noorwegen vanuit Varteig naar Nidaros in Trøndelag.

## Plaatsen in de gemeente
- Lillehammer (plaats)
- Fåberg
- Vingrom
- Nordseter

## Geboren
- Anne Stine Ingstad, archeologe

## Partnersteden
- Oulainen, Finland
- Oberhof, Duitsland

Verder wordt er met deze gemeente een vriendschapsverband gehouden:
- Düsseldorf, Duitsland